# ホラーコア
ホラーコア (Horrorcore) とは、アメリカ合衆国発祥のラップのジャンルの一つである。通常はホラー映画の影響を受けた、殺人や恐怖といった、一般的なラップよりもダークなテーマを用いるアーティストに使われる言葉で、ホラーコアという言葉自体は、1990年代にフラットライナーズやグレイヴディガズ等によって広まった。
典型的なアーティストは、インセイン・クラウン・ポッシーや、Necro等。